# Marqueterie de paille

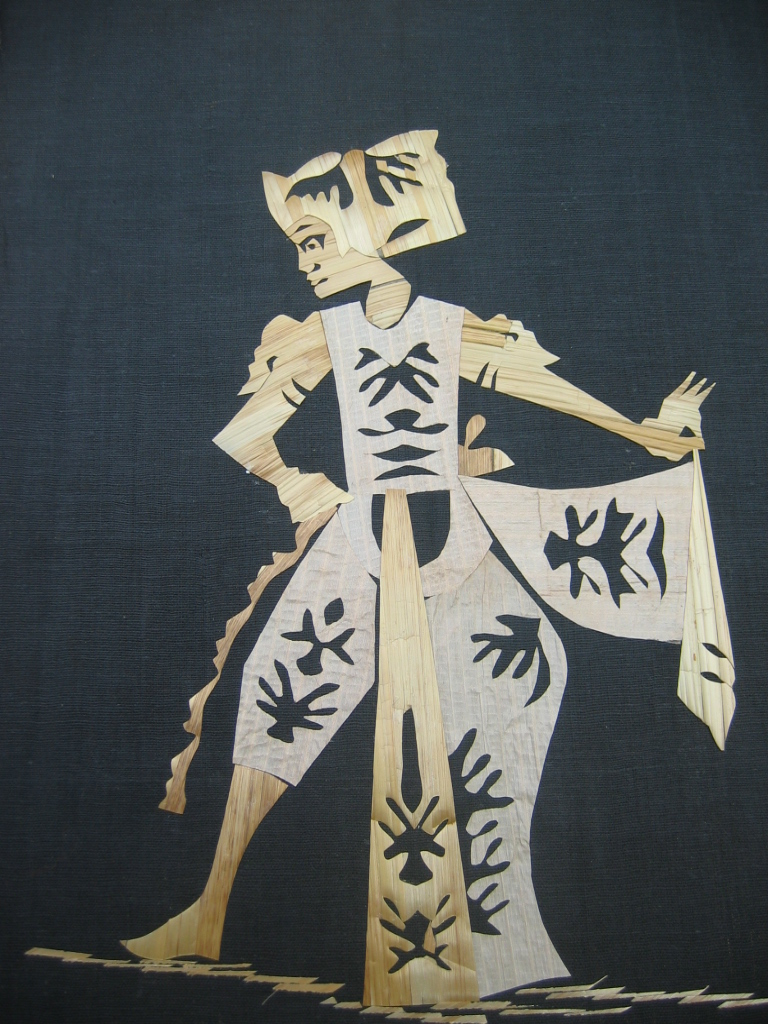
Motif de marqueterie orientale.

La marqueterie de paille est un art très semblable à celui de la marqueterie de bois, dans lequel la paille remplace le placage de bois. C'est une technique d'Extrême-Orient qui a été importée en Europe (Angleterre, France) au XVIIe siècle.
Pour obtenir une palette semblable à celle du placage de bois, la paille de seigle, de blé ou d'avoine est fendue, puis trempée dans l'eau froide, chaude ou tiède. Les bandes, une fois plus ou moins intensivement repassées, présentent une variété de tons allant du doré clair au brun foncé le plus sombre.
Selon certains écrits comptables, des religieuses en France et en Suisse réalisaient divers articles en utilisant la marqueterie de paille.
La marqueterie de paille la plus célèbre en Angleterre est celle qui était pratiquée par les prisonniers des guerres napoléoniennes. La prison de Dartmoor et d'autres prisons ont été construites spécialement pour eux. La plus célèbre pour la marqueterie de paille était celle de Norman Cross (Huntingdon).
Des œufs de Pâques ont été décorés d'un appliqué de paille, en particulier dans les pays d'Europe de l'Est. Les thèmes les plus courants sont des formes géométriques, des étoiles et des motifs floraux. Il y a cependant une légère différence dans la façon dont la paille est préparée : pour la marqueterie, les pailles sont trempées, fendues et repassées, tandis que pour la décoration, la paille n'est pas repassée.

## Galerie de photos

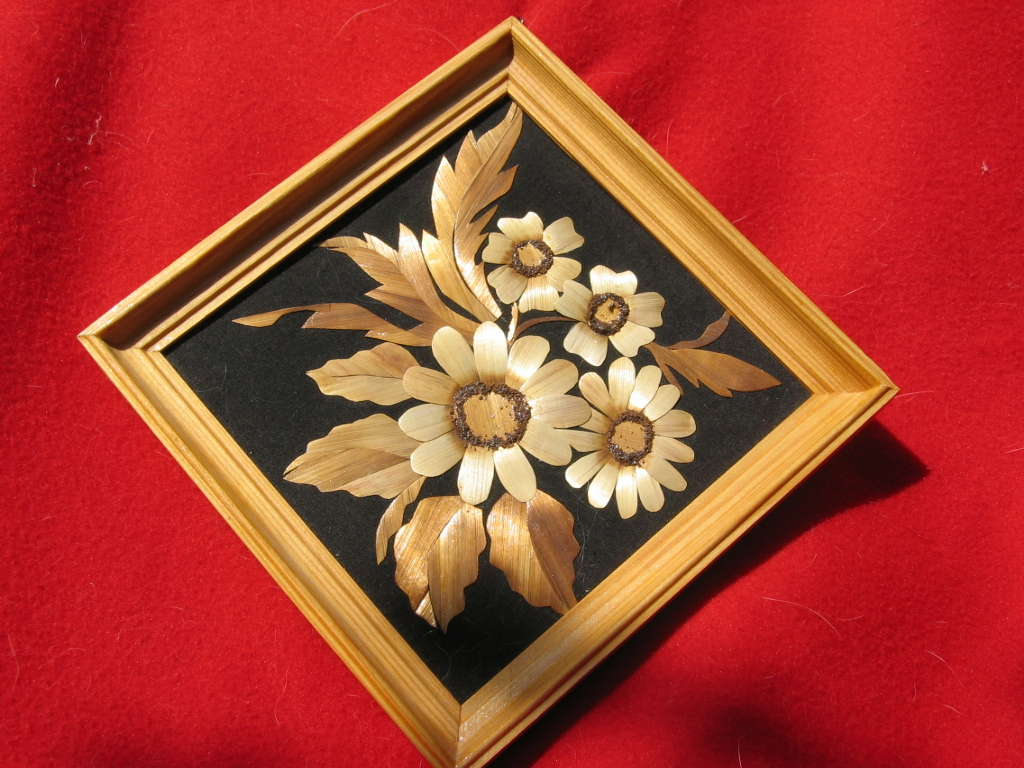
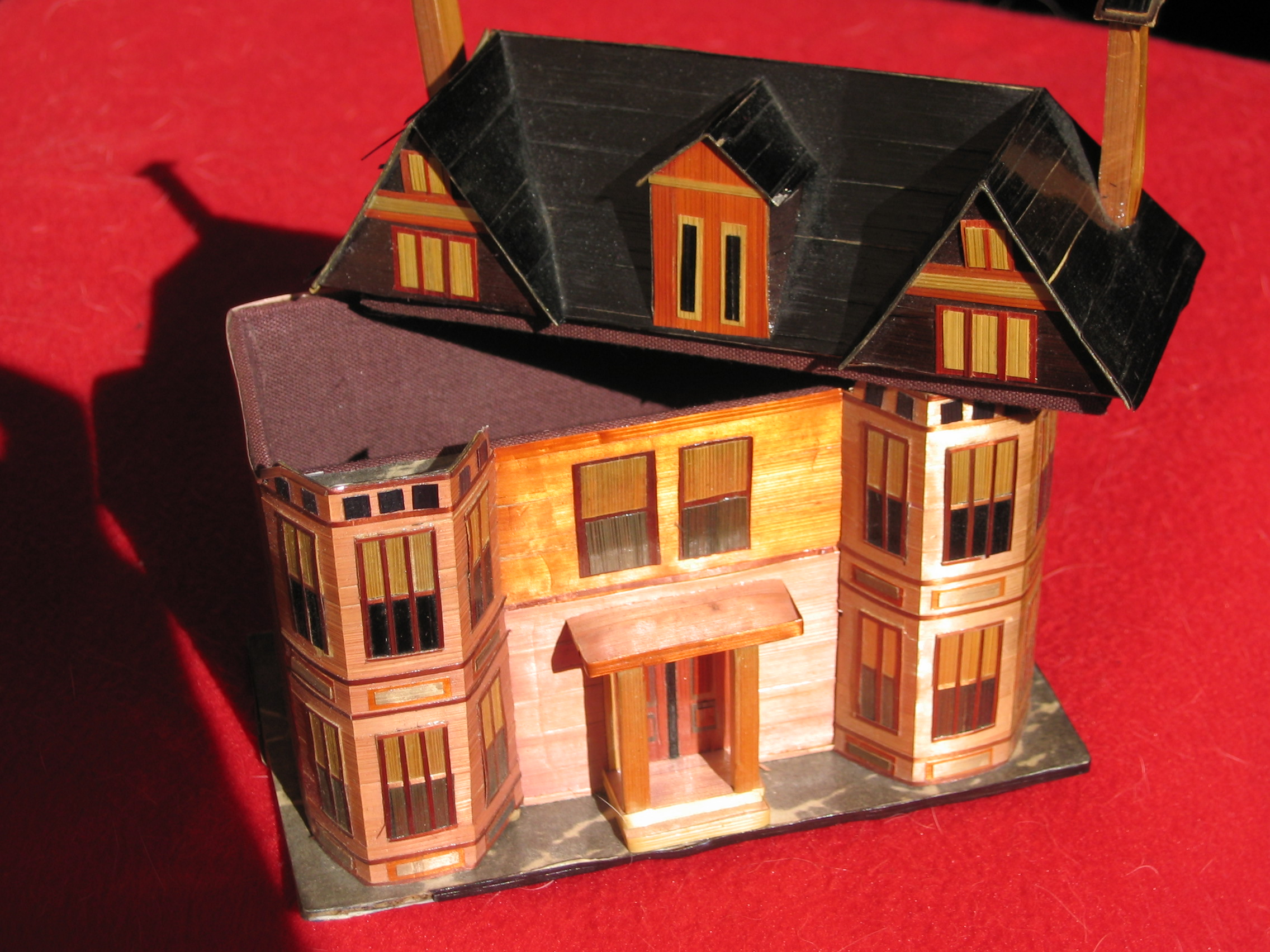
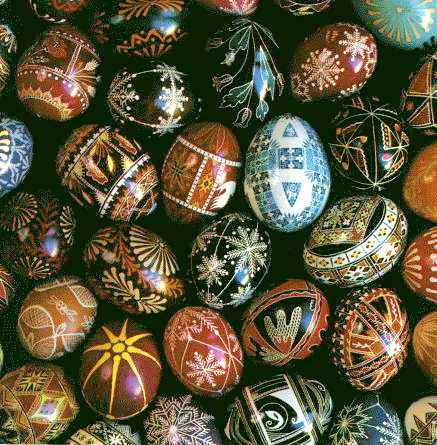
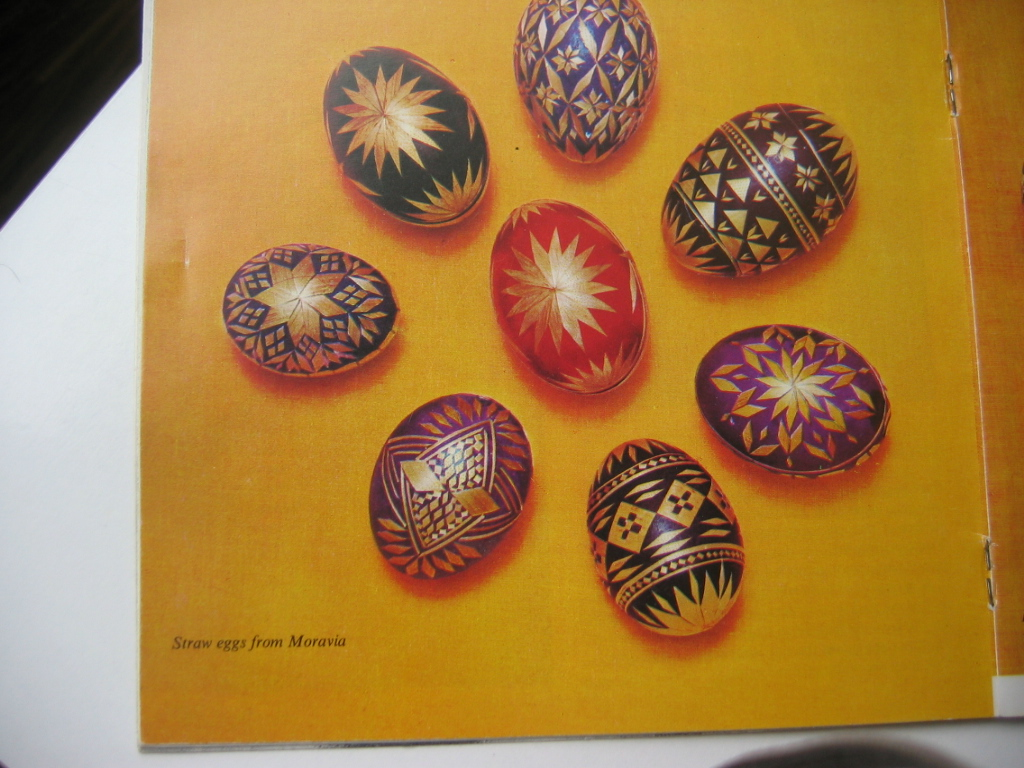